# Ugandas distrikt

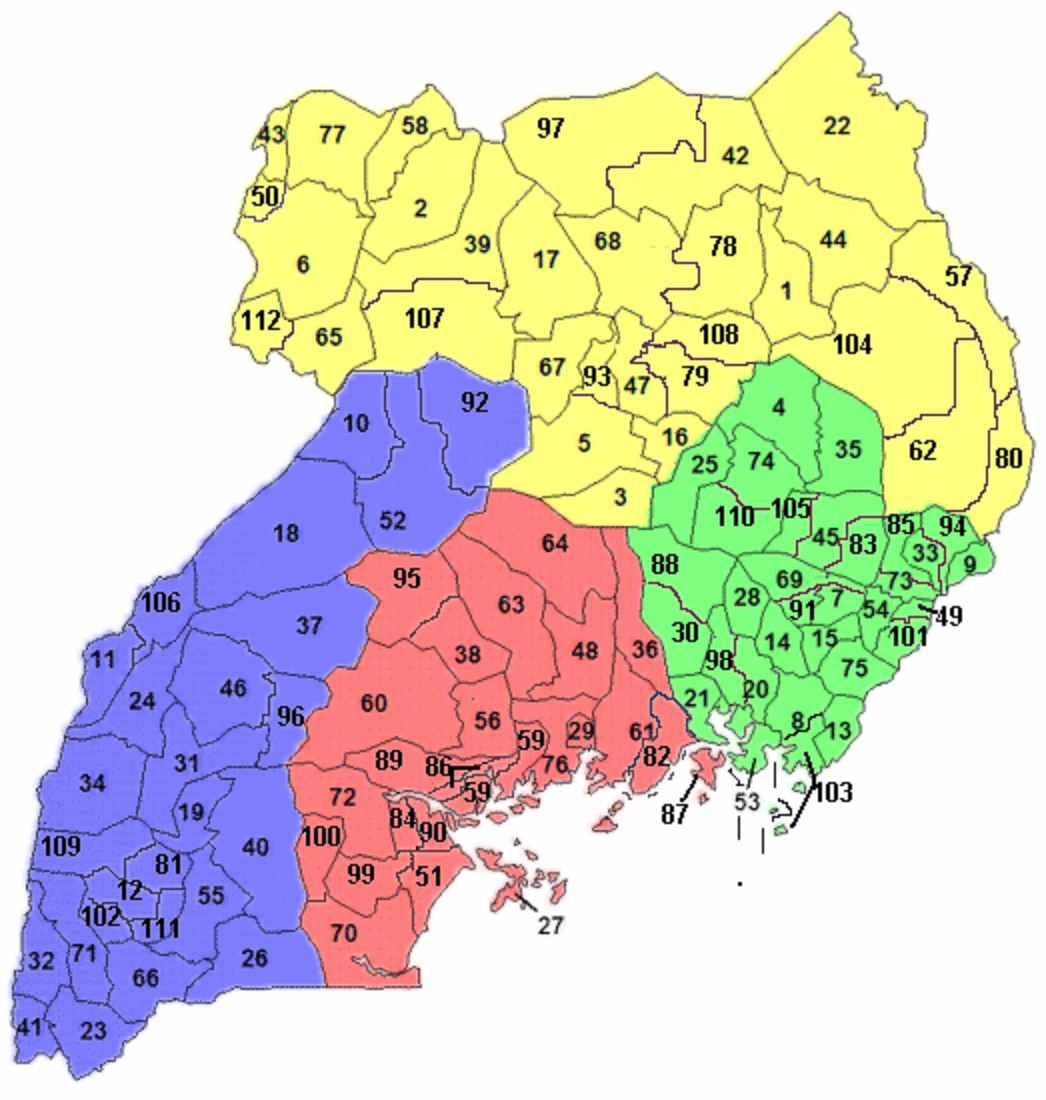
Ugandas distrikt, 2010.

Uganda är indelat i 111 distrikt och en stad (huvudstaden Kampala) uppdelat i fyra administrativa regioner. Vart och ett av distrikten är sedan indelat i counties och municipalities. Den högste valda företrädaren för ett distrikt är den valde ordföranden av distriktets fullmäktigeförsamling utsedd av presidenten, vars uppgift är att övervaka regeringens politik och säkerhet i distriktet.  

## Administrativ struktur
De flesta distrikten har namngetts efter den huvudsakliga tätorten som fungerar som dess kommersiella och administrativa centrum. Varje distrikt är vidare indelat i counties, sub-counties, parishes och villages. En del distrikt innehåller även municipalities och town councils, som har viss självständighet i lokal administration.

## Befolkning och tillväxt
Befolkningsuppgifterna från folkräkningen 2002 visar att Uganda då hade 56 distrikt. Sedan dess har nya distrikt skapats genom uppdelningar, vilket har lett till den nuvarande siffran på 111 distrikt. De senaste folkräkningarna och uppskattningar visar att Ugandas befolkning har ökat markant, och landet har en av världens högsta befolkningstillväxter. Detta har lett till ett ökat tryck på infrastruktur, utbildning och sjukvård.

## Nya distrikt och administrativa förändringar
Sedan 2002 har Ugandas regering kontinuerligt skapat nya distrikt i syfte att förbättra serviceleveransen och decentralisera makten. Denna uppdelning har dock kritiserats för att leda till ökade administrativa kostnader och ineffektivitet. Vissa menar att det skapar fler politiska tjänster snarare än att förbättra tjänster för befolkningen.

## Viktiga distrikt
Några av de mest befolkade och ekonomiskt betydelsefulla distrikten i Uganda inkluderar:
- Kampala – Huvudstaden och landets ekonomiska centrum.
- Wakiso – Ett av de snabbast växande distrikten, beläget nära Kampala.
- Mukono – Ett viktigt handels- och industridistrikt.
- Gulu – Den största staden i norra Uganda och en central plats för återuppbyggnad efter inbördeskriget.
- Mbarara – Ett betydande handelscentrum i västra Uganda.

| Karta | Distrikt     | Befolkn.  |
| ----- | ------------ | --------- |
| 82    | Buikwe       | 329,858   |
| 84    | Bukomansimbi | 139,556   |
| 86    | Butambala    | 86,755    |
| 87    | Buvuma       | 42,483    |
| 89    | Gomba        | 133,264   |
| 27    | Kalangala    | 34,766    |
| 90    | Kalungu      | 160,684   |
| 29    | Kampala      | 1,189,142 |
| 36    | Kayunga      | 294,613   |
| 38    | Kiboga       | 108,897   |
| 95    | Kyankwanzi   | 120,575   |
| 48    | Luweero      | 341,317   |
| 99    | Lwengo       | 242,252   |
| 100   | Lyantonde    | 66,039    |
| 51    | Masaka       | 228,170   |
| 56    | Mityana      | 266,108   |
| 59    | Mpigi        | 187,771   |
| 60    | Mubende      | 423,422   |
| 61    | Mukono       | 423,052   |
| 63    | Nakaseke     | 137,278   |
| 64    | Nakasongola  | 127,064   |
| 70    | Rakai        | 404,326   |
| 72    | Sembabule    | 180,045   |
| 76    | Wakiso       | 907,988   |

| Karta | Distrikt    | Befolkn. |
| ----- | ----------- | -------- |
| 4     | Amuria      | 180,022  |
| 7     | Budaka      | 136,489  |
| 49    | Bududa      | 123,103  |
| 8     | Bugiri      | 266,944  |
| 83    | Bukedea     | 122,433  |
| 9     | Bukwa       | 48,952   |
| 85    | Bulambuli   | 97,273   |
| 13    | Busia       | 225,008  |
| 15    | Butaleja    | 157,489  |
| 88    | Buyende     | 191,266  |
| 20    | Iganga      | 355,473  |
| 21    | Jinja       | 387,573  |
| 25    | Kaberamaido | 131,650  |
| 28    | Kaliro      | 154,667  |
| 30    | Kamuli      | 361,399  |
| 33    | Kapchorwa   | 74,268   |
| 35    | Katakwi     | 118,928  |
| 91    | Kibuku      | 128,219  |
| 45    | Kumi        | 165,365  |
| 94    | Kween       | 67,171   |
| 98    | Luuka       | 185,526  |
| 101   | Manafwa     | 262,566  |
| 53    | Mayuge      | 324,674  |
| 54    | Mbale       | 332,571  |
| 103   | Namayingo   | 145,451  |
| 14    | Namutumba   | 167,691  |
| 105   | Ngora       | 101,867  |
| 69    | Pallisa     | 255,870  |
| 110   | Serere      | 176,479  |
| 73    | Sironko     | 97,273   |
| 74    | Soroti      | 193,310  |
| 75    | Tororo      | 379,399  |

| Karta | Distrikt      | Befolkn. |
| ----- | ------------- | -------- |
| 1     | Abim          | 51,903   |
| 2     | Adjumani      | 202,290  |
| 78    | Agago         | 184,018  |
| 79    | Alebtong      | 163,047  |
| 3     | Amolatar      | 96,189   |
| 80    | Amudat        | 63,572   |
| 39    | Amuru         | 135,723  |
| 5     | Apac          | 249,656  |
| 6     | Arua          | 559,075  |
| 16    | Dokolo        | 129,385  |
| 17    | Gulu          | 298,527  |
| 22    | Kaabong       | 202,757  |
| 42    | Kitgum        | 167,030  |
| 43    | Koboko        | 129,148  |
| 93    | Kole          | 165,922  |
| 44    | Kotido        | 122,442  |
| 97    | Lamwo         | 115,345  |
| 47    | Lira          | 290,601  |
| 50    | Maracha       | 145,705  |
| 57    | Moroto        | 77,243   |
| 58    | Moyo          | 194,778  |
| 62    | Nakapiripirit | 90,922   |
| 104   | Napak         | 112,697  |
| 65    | Nebbi         | 266,312  |
| 107   | Nwoya         | 41,010   |
| 108   | Otuke         | 62,018   |
| 67    | Oyam          | 268,415  |
| 68    | Pader         | 142,320  |
| 77    | Yumbe         | 251,784  |
| 112   | Zombo         | 169,048  |

| Karta | Distrikt    | Befolkn. |
| ----- | ----------- | -------- |
| 81    | Buhweju     | 82,881   |
| 10    | Buliisa     | 63,363   |
| 11    | Bundibugyo  | 158,909  |
| 12    | Bushenyi    | 205,671  |
| 18    | Hoima       | 343,618  |
| 19    | Ibanda      | 198,635  |
| 26    | Isingiro    | 316,025  |
| 23    | Kabale      | 458,318  |
| 24    | Kabarole    | 356,914  |
| 31    | Kamwenge    | 263,730  |
| 32    | Kanungu     | 204,732  |
| 34    | Kasese      | 523,033  |
| 37    | Kibaale     | 405,882  |
| 40    | Kiruhura    | 212,219  |
| 92    | Kiryandongo | 187,707  |
| 41    | Kisoro      | 220,312  |
| 96    | Kyegegwa    | 110,925  |
| 46    | Kyenjojo    | 266,246  |
| 52    | Masindi     | 208,420  |
| 55    | Mbarara     | 361,477  |
| 102   | Mitooma     | 160,802  |
| 106   | Ntoroko     | 51,069   |
| 66    | Ntungamo    | 379,987  |
| 109   | Rubirizi    | 101,804  |
| 71    | Rukungiri   | 275,162  |
| 111   | Sheema      | 180,234  |

56 nya distrikt har tillkommit sedan 2002, från 56 stycken till 80 stycken år 2008 och 112 stycken 2010. Distrikten är grupperade i de fyra regionerna Central, Eastern, Northern och Western. Dessa regioner är mer av geografisk karaktär och har ingen administrativ betydelse.